# Đảng Tự do Thái Lan
Đảng Tự do Thái Lan (tiếng Thái: พรรคเสรีรวมไทย, Chuyển tự Hoàng gia: Phak Seri Ruam Thai) là một đảng chính trị ở Thái Lan.  Đảng này có chương trình nghị sự cải cách nhằm kiềm chế quyền lực của quân đội và giảm tình trạng tham nhũng. Đảng hiện được lãnh đạo bởi cựu Ủy viên Cảnh sát Hoàng gia Thái Lan, tướng cảnh sát Sereepisuth Temeeyaves.
Các chương trình nghị sự của đảng bảo gồm đề xuất di dời các căn cứ quân sự ra khỏi Bangkok để cho trường học, bệnh viện và công viên thuê đất hoặc để tài trợ cho các tiện ích công cộng tương tự, cũng như  tinh giảm lại các cơ quan quân sự không cần thiết.